# Róbert Döme
Róbert Döme (* 29. Januar 1979 in Senica, Tschechoslowakei) ist ein slowakischer Eishockeyspieler, der zuletzt bis 2010 beim HC Dukla Senica in der 1. Liga unter Vertrag stand. 

## Karriere
Róbert Döme begann seine Karriere als Eishockeyspieler in der Jugend des HC Dukla Trenčín, für den er bis 1995 aktiv war. Anschließend wechselte er nach Nordamerika in die International Hockey League, in der er zunächst in der Saison 1995/96 für die Utah Grizzlies, sowie in der Saison 1996/97 für die Long Beach Ice Dogs und Las Vegas Thunder spielte. Daraufhin wurde er im NHL Entry Draft 1997 in der ersten Runde als insgesamt 17. Spieler von den Pittsburgh Penguins ausgewählt, für die er in den folgenden drei Spielzeiten in der National Hockey League und deren Farmteams spielte. Zur Spielzeit 2000/01 kehrte Döme in seine slowakische Heimat zurück, wo er für den HC Oceláři Třinec und den HC Rabat Kladno auflief. 
Nach dieser Spielzeit ging Döme erneut nach Nordamerika, wo er in den folgenden drei Jahren für je eine Saison bei den Wilkes-Barre/Scranton Penguins, Saint John Flames und Lowell Lock Monsters unter Vertrag stand. Zudem absolvierte er in der Saison 2002/03 ein Spiel für die Calgary Flames in der NHL. Nach zwei Spielzeiten in der schwedischen Elitserien bei Södertälje SK, spielte Döme in der Saison 2005/06 für die Nürnberg Ice Tigers in der Deutschen Eishockey Liga, sowie im Spieljahr 2006/07 erneut in der Elitserien für MODO Hockey Örnsköldsvik, mit denen er Schwedischer Meister wurde. Im Anschluss daran kehrte der Center ein weiteres Mal in die Slowakei zurück, wo er in der Saison 2007/08 Meister mit dem HC Slovan Bratislava wurde. Aufgrund dieses Erfolges qualifizierte er sich mit seiner Mannschaft für die neugegründete Champions Hockey League, in der er in allen vier Gruppenspielen von Slovan auflief und zwei Scorerpunkte erzielte. Die Saison 2009/10 verbrachte er beim HC Dukla Senica in der 1. Liga, der zweiten slowakischen Spielklasse. Seither ist er vereinslos.

## Erfolge und Auszeichnungen
- 1995 Topscorer der U18-Junioren-B-Europameisterschaft
- 1998 AHL All-Star Classic
- 2007 Schwedischer Meister mit MODO Hockey Örnsköldsvik
- 2008 Slowakischer Meister mit dem HC Slovan Bratislava

## Statistik
(Stand: Ende der Saison 2010/11)